# Phuchakhen Chandaeng
Phuchakhen Chandaeng (thailändisch ภุชเคนทร์ จันแดง, * 3. Juni 1999), auch als Wen bekannt, ist ein thailändischer Fußballspieler.

## Karriere
Phuchakhen Chandaeng spielte von mindestens 2019 beim Trang FC. Der Verein aus Trang spielte in der dritten Liga. Zuletzt spielte er mit Trang in Southern Region der Liga. Im Juli 2021 wechselte er zum Ligakonkurrenten Krabi FC. Am Ende der Saison 2021/22 feierte er mit dem Verein aus Krabi die Meisterschaft der Region und den Aufstieg in die zweite Liga. Sein Zweitligadebüt gab Phuchakhen Chandaeng am 13. August 2022 (1. Spieltag) im Auswärtsspiel gegen den Chainat Hornbill FC. Hier stand er in der Startelf und wurde nach der Halbzeitpause gegen den Nigerianer Chigozie Mbah ausgewechselt. Chainat gewann das Spiel 1:0. Am Ende der Saison 2023/24 belegte er mit dem Klub aus Krabi den letzten Tabellenplatz und musste somit in die dritte Liga absteigen. Nach dem Abstieg verließ er Krabi und schloss sich im Sommer 2024 dem Drittligisten Muangtrang United FC an. Mit dem Verein aus Trang spielt er in der Southern Region der Liga.

## Erfolge
Krabi FC
- Thai League 3 – South: 2021/22  ▲